# Rhizotrochus levidensis
Rhizotrochus levidensis är en korallart som beskrevs av Gardiner 1899. Rhizotrochus levidensis ingår i släktet Rhizotrochus och familjen Flabellidae. Inga underarter finns listade i Catalogue of Life.